# Palm Tree
Palm Tree est une ville du comté d'Orange dans l'État de New York.
Fondée en 2019, il s'agit de la première nouvelle ville de l’État en 38 ans. Sa fondation fait suite aux conflits entre les habitants du village de Kiryas Joel, majoritairement juifs hassidiques, et ceux de la ville de Monroe, auquel appartient le village.
Le nom « Palm Tree » est la traduction littérale du nom de famille de Joël Teitelbaum, le fondateur de Kiryas Joel. En yiddish, teitel (טייטל) signifie datte (du palmier), et baum signifie arbre.